# Schloss Sulzheim

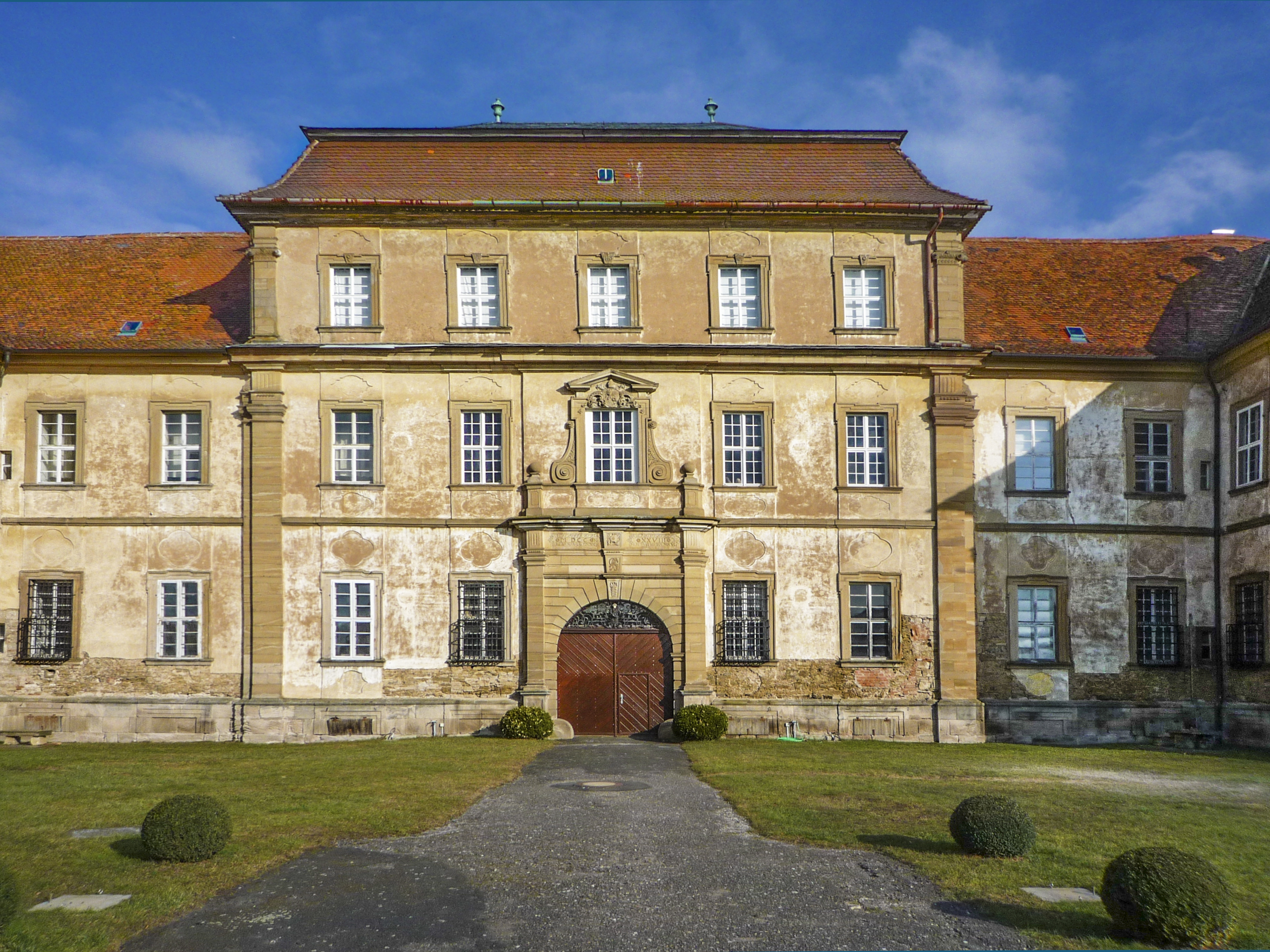
Das Schloss vom Innenhof aus gesehen

Den Ursprung von Schloss Sulzheim bildete ein burgartiger Hof im Besitz des Würzburger Hofkapitels. 1134 ging Sulzheim mit weiteren elf Orten als Geschenk an die neu gegründete Abtei Ebrach über.
Unter dem Ebracher Abt Ludwig Ludwig (auch Ludwig Ludovici oder Ludovicus Ludwig) begann die heute noch sichtbare barocke Erneuerung des Ebracher Amtshofes mit der Errichtung eines bemerkenswerten Frucht- und Kornspeichers durch den bambergischen Baumeister Johann Leonhard Dientzenhofer in den Jahren 1693/94. Dieser meist „Schüttboden“ genannte, zweigeschossige, recht massig wirkende, langgestreckte Walmdachbau steht an der Straße nach Alitzheim.
Unter dem überaus baufreudigen Abt Wilhelm I. Sölner wurde nach einer längeren Pause beschlossen, auch die weiteren Gebäude der inzwischen wohl nicht nur baufällig gewordenen Hofanlage abzureißen. Vor allem dürfte diese den zeittypischen barocken Repräsentationsansprüchen des Abtes nicht mehr entsprochen haben. Durch eine Bauaufnahme Leonhard Dientzenhofers aus den 1690er Jahren ist der gesamte mittelalterliche Amtshof immerhin in seinen Grundrissen dokumentiert. Eine befestigte Ringmauer, deren vier Ecken mit Türmen besetzt waren, verlieh dem Komplex einen deutlich wehrhaften Charakter, vergleichbar mit einer Burg. Drei dieser Türme erhoben sich über quadratischem Grundriss, während der südöstliche bereits im Durchmesser wesentlich stärker gestaltet war und sich zudem mit seiner Form als Rundturm von den anderen unterschied. Seinem Durchmesser wie auch seiner Mauerstärke nach dürfte er die übrigen wohl an Höhe übertroffen haben.
Entweder 1722 oder 1723 begannen die eigentlichen Bauarbeiten für das heutige Barockschloss Sulzheim als dreiflügelige Anlage in Hufeisenform mit herausgehobenem Mittelpavillon und für 1728 ist die Fertigstellung des Rohbaus anzusetzen.  An der Ausstattung wurde mindestens bis 1731 gearbeitet. Die Stilformen weisen in den Hauptzügen deutlich auf eine Grundplanung durch den von Abt Sölner auch bei seinen übrigen Bauprojekten bevorzugten seinerzeitigen Würzburger Hofbaumeister Joseph Greissing, der allerdings im Dezember 1721, also kurz vor Baubeginn, verstarb. Jedoch ist klar, dass ein solch umfangreiches Projekt eine längere, oft sogar mehrjährige Planungs- und Vorbereitungszeit benötigt. Jüngere Forschungen belegen immerhin eine längere Anwesenheit des später bei anderen Projekten auch als Architekt auftretenden Stuckateurs Georg Hennicke in Sulzheim im Jahre 1728; allerdings ist dies die Zeit, als im weitgehend vollendeten Rohbau bereits die Stuckausstattung erfolgte. Hennicke hatte zu Lebzeiten Greissings gleich an mehreren Projekten mit dem Hofbaumeister zusammengearbeitet und war seit Jahren mit dem Ebracher Bauwesen eng verbunden. Er kannte sowohl Abt Sölners Vorstellungen und Wünsche, so, wie er auch mit der Herangehensweise und dem Gestaltungswillen Joseph Greissings mehr als nur bekannt war. Daher könnte er, der das Vertrauen des Abtes besaß, nach Greissings Tod gut als Bauleiter und vielleicht auch schon als mitplanender Architekt in Sulzheim tätig gewesen sein, der ein vorhandenes Greissing-Projekt modifizierte und mit eigenen Ideen verschmolz, die, zumindest in der Außengestaltung, offensichtlich nicht in allem mit Greissings Grundplanung kompatibel gewesen sind. In Frage kämen auch der ausführende Steinhauermeister, der leitende Maurermeister oder der verantwortliche Zimmermeister, der die enormen Dachwerke grundsätzlich in der Konstruktionsart Greissings fertigte. Über deren Namen besteht bisher jedoch keine Gewissheit, die Baurechnungen gelten als verloren. Wer auch immer für diese vermutlich während der Bauausführung nachträglich vorgenommenen Planänderungen verantwortlich zeichnet, so ist doch augenfällig das für Greissings Stil geradezu typische Erscheinungsbild der Seitenflügel in der Nachfolge mährischer Schlossarchitektur, angereichert mit den von Greissing bevorzugten Fensterrisaliten, durch die Gestaltung des Mittelpavillons gestört. Das ruhig Lagernde der Seitenflügel, die, das wäre durch genaue Vermessungen noch zu prüfen, anscheinend nach den Regeln des Goldenen Schnitts proportioniert sind, durchbricht der zentrale Pavillon durch seine nicht ganz ausgewogenen Proportionen. Sichtbar sind diese Schwächen sowohl an der Großform des unmotiviert auf drei Vollgeschosse erhöhten Baukörpers, an seinem ungeschickt proportionierten Toreingang (besonders dessen Einfassung) als auch an der nicht glücklich ausponderierten Dimensionierung von Mansarde und Oberdach. Jedenfalls ist eine qualitative Diskrepanz der Architektur zwischen Mittelpavillon und Seitenflügeln unübersehbar. Erklärbar ist diese kaum anders als über den nachträglichen Eingriff eines Baumeisters, der sich nicht vollkommen in die stilistisch unbedingt Greissing zuzuweisende Gestaltung der Seitenflügel einfühlen konnte.
Unbedingt auszuschließen ist als Urheber dieser Eingriffe der nur in der älteren Literatur - freihändig, ohne Quellenbelege! - mit Sulzheim in Verbindung gebrachte Balthasar Neumann. Kein ernstzunehmender Wissenschaftler aus dem Bereich der jüngeren Neumann-Forschung bringt Sulzheim mit dem Schöpfer der zur selben Zeit im Bau befindlichen Würzburger Residenz in Verbindung, denn die Seitenflügel in Sulzheim repräsentieren noch klar die Stilstufe Joseph Greissings und auch der andersartige Mittelpavillon zeigt ausdrücklich nicht Neumanns Gestaltungsvorstellungen. Vor allem ist die Architektur des Mittelteils zu weit entfernt von der Qualität jeglicher für Neumann gesicherten Bauwerke. Balthasar Neumanns Architektur zeichnet sich doch gerade, selbst bei seinen einfachsten Zweckbauten, durchgängig durch gute Proportionen aus.
Ende 1802 ging das Schloss mit der Säkularisation in das Eigentum von Churbaiern über, wie damals das Kurfürstentum Bayern offiziell bezeichnet wurde. Nach dem Frieden von Preßburg 1805 trat Baiern diesen Besitz vorübergehend an das neu gegründete Großherzogtum Würzburg (1806–1814) unter Ferdinand von Toscana ab. Im Jahre 1815 kam es schließlich mit dem Amt Sulzheim und 21 umliegenden Ortschaften an das Fürstenhaus von Thurn und Taxis als Abfindung für die Post im nun wieder aufgelösten Großherzogtum Würzburg und im ebenfalls an Baiern gefallenen Fürstentum Aschaffenburg. Etwa 160 Jahre verblieb das Schloss im Besitz des Fürstenhauses und erlebte in dieser Zeit eine sehr wechselvolle Geschichte wie auch Nutzung, nicht zuletzt als Forstamt. In den 1970er Jahren verkaufte das Fürstenhaus das Schloss. Seitdem ist es in Privatbesitz und steht für Veranstaltungen zur Verfügung.

## Literatur

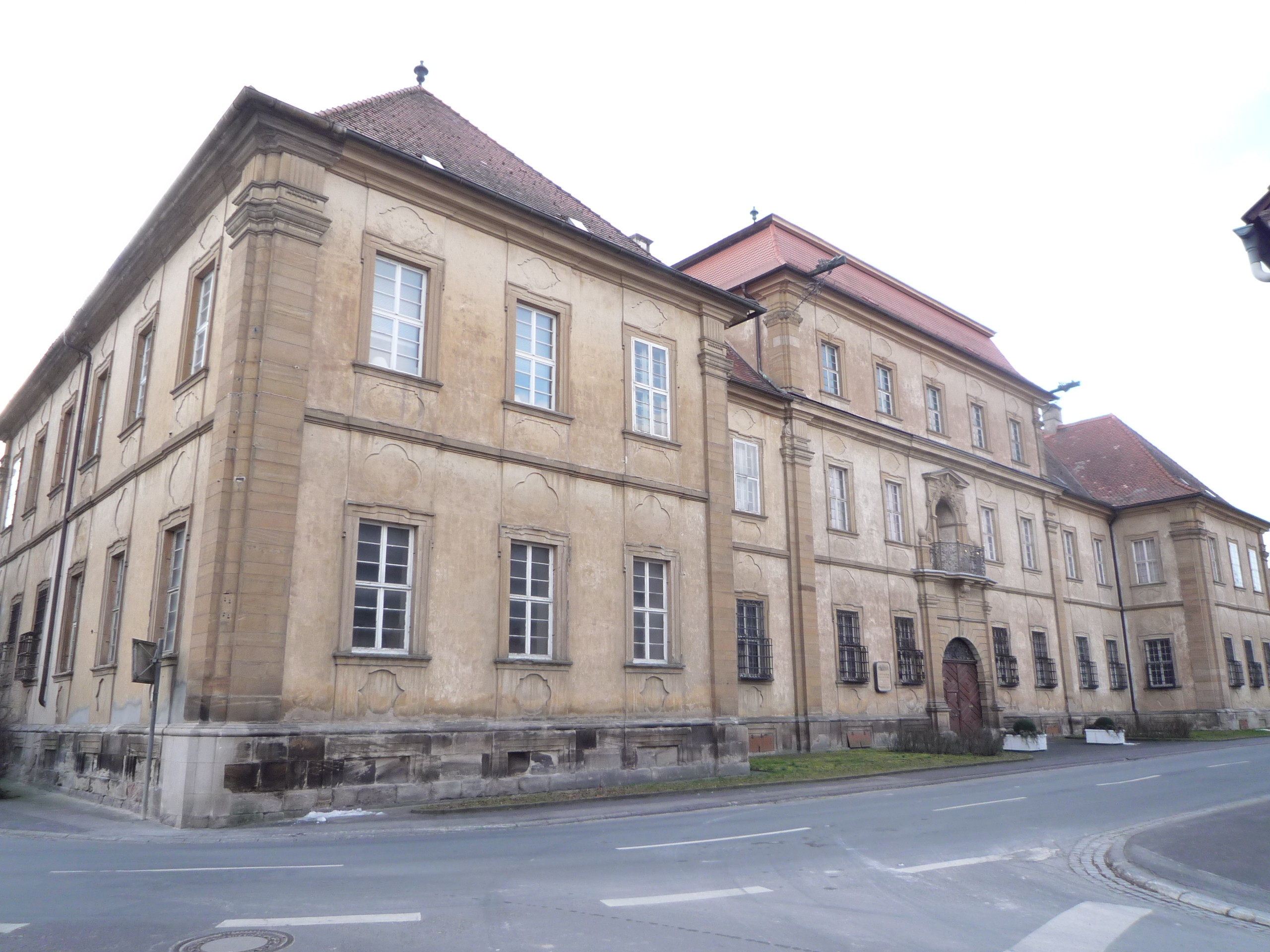
Straßenseite